# NGC 5766
NGC 5766 is een balkspiraalstelsel in het sterrenbeeld Weegschaal. Het hemelobject werd in 1886 ontdekt door de Amerikaanse astronoom Ormond Stone.

## Synoniemen
- ESO 580-50
- MCG -3-38-24
- IRAS 14503-2111
- PGC 53186